# Libethroidea palea
Libethroidea palea är en insektsart som först beskrevs av Giglio-Tos 1898.  Libethroidea palea ingår i släktet Libethroidea och familjen Diapheromeridae. Inga underarter finns listade i Catalogue of Life.